# 道の駅サラブレッドロード新冠
道の駅サラブレッドロード新冠（みちのえき サラブレッドロードにいかっぷ）は、北海道新冠郡新冠町にある国道235号の道の駅である。
敷地内に全国から集めたレコードを展示・視聴ができる施設「レ・コード館」と町民ホールがある。

## 主な施設
- 駐車場
  - 普通車：99台
  - 大型車：3台
  - 身障者用 : 3台
- トイレ（いずれも24時間利用可能）
  - 男：大 2器、小 8器
  - 女：8器
  - 身障者用：1器
- 公衆電話：1台
- 公衆FAX：1台

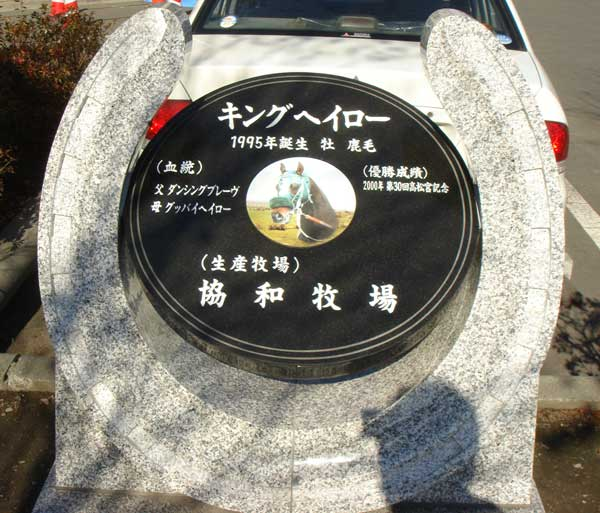
駐車場内には、新冠ゆかりの名馬の顕彰碑を多数設置している。

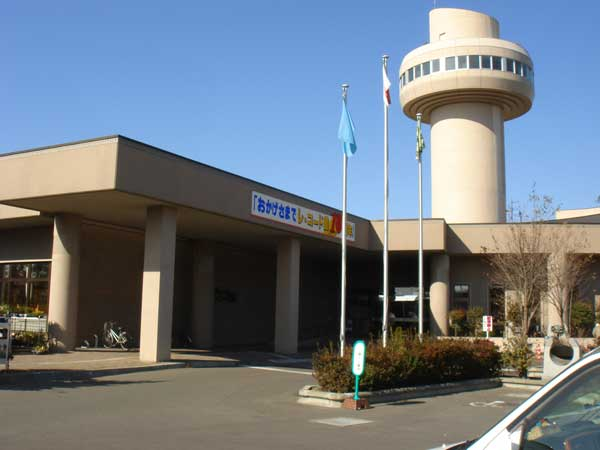
隣接するレ・コード館

ハイセイコー像

- レ・コード館（新冠町民ホールと併設。展望塔「優駿の塔」は全高36m、展望25m。1997年6月8日竣工[1]）
- 売店（物産販売）
- ファーストフードコーナー
- セイコーマート新冠店
- にいかっぷキッチン
- ハイセイコー像 - 新冠町生産の名馬ハイセイコーの像。像は中山競馬場、大井競馬場にも存在する。

## 休館日
- 毎週月曜日（11月 - 3月 祝日の場合、翌日）
- 年末年始（12月30日 - 1月3日）

## アクセス
- 国道235号

## 周辺
- 新冠温泉
- 旧日高本線新冠駅